# Tristan albatros
Tristan Albatrossen (Diomedea dabbenena) er en stor havfugl i familien Albatrosser, en af de store albatrosser af slægten Diomedea, den blev først bredt anerkendt som en selvstændig art i 1998.

## Beskrivelse
Det kan praktisk taget ikke skelnes fra vandrealbatros, til havs; Tristan albatrossen er mindre og har en lidt mørkere ryg. Tristan albatrossen er 110 cm og har et vingefang på op til 3,05 meter.  Tristan albatrossen når aldrig den helt hvide fjerdragt som vandrealbatros, og dens næb er omkring 25. mm kortere.

## Levevis
Tristan albatrossen lever af fisk og blæksprutter .
Den yngler to gange og har rede i våd hede fra 400 til 700 meters højde. De er monogame og begynder ikke at yngle, før de er omkring 10 år gamle.

## Udbredelse og habitat
På grund af vanskelighederne med at skelne dem fra vandrealbatrosser er deres udbredelse til søs stadig ikke fuldt kendt, men brugen af satellitsporing har vist, at de fouragerert i store områder i det sydlige Atlanterhav, med hanner der søger vest for yngleøerne mod Sydamerika og hunner mod øst mod Afrika. Der har været observationer nær Brasilien og også ud for Australiens kyst. 
Tristan albatrosser er endemiske til øerne i Tristan da Cunha-gruppen og mere specifikt Gough Island . Størstedelen af verdens bestand yngler på Gough Island, - omkring 1.500 par. Nogle år yngler et par på Inaccessible Island .

## Bevarelse
Den har tidligere været klassificeret som en truet art af IUCN, men blev det mistænkt for at være mere truet end generelt antaget og er ude for en markant tilbagegang. Efter vurderingen af dens status blev Tristan albatrossen i 2008 overført til status som kritisk truet . De har et udbredelsesområde på 14 milikoner km2 og et yngleområde på 80 km2.